# Фанкхаузер, Рене
Рене Пьер Констант Фанкхаузер (фр. René Pierre Constant Fankhauser) — французский спортсмен (международные шашки). Участник чемпионата мира в 1952 году; чемпион Франции (1945 год), вице-чемпион в 1958 году. Чемпион Ниццы в 1926, 1927 и 1928 гг.; чемпион Бордо в 1941 и 1942; чемпион Лиона в 1944 и 1945.

## Биография
Рене Фанкхаузер начал спортивную карьеру в 1923 году в возрасте 18 лет в Ницце, стал чемпионом Ниццы с 1926 по 1928 и выиграв турнир мастеров 2 категории в 1929-30 годах, опередив Матьё, Ли-Чоан Кинга, Dentroux.
Фанкхаузер присоединился к шашистам Лиона в 1929, но снова уехал в Ниццу в 1930 году, потом в Париж, где стал чемпионом Бордо в 1941 и 1942 годах. И вновь вернулся в Лион и выиграл чемпионат Лиона в 1944 году и 1945 году, стал чемпионом Франции в 1945 году в Париже и вице-чемпионом в 1958 году в Лионе. Фанкхаузер принял участие в международном турнире в 1946 году и чемпионате мира в Нидерландах в 1952 году. Ветеран Рене Фанкхаузер оставался в шашечной жизни Лиона и в 1980-х годах. Скончался Рене Фанкхаузер 30 марта 1985 года в возрасте 79 лет в Лионе и был похоронен на кладбище Guillotière.